# 麴孝真
麴孝真，生卒年不詳，為中國麴氏高昌人物，見於《右衛將軍領宿衛事麴叡芝追遠寺銘》，據銘文記載，其父為麴沖為高昌君主麴嘉的哥哥，麴孝亮為兄長，麴叡芝為兒子。麴孝真為高昌建武等將軍、開定鄢耆龍驤等將軍、橫截太守。